# ميخائيل غالاغير (كاهن كاثوليكي)
ميخائيل غالاغير (بالإنجليزية: Michael Gallagher)‏ هو كاهن كاثوليكي أمريكي، ولد في 16 نوفمبر 1866 في أوبورن في الولايات المتحدة، وتوفي في 20 يناير 1937 في ديترويت في الولايات المتحدة.